# Dungannon, Nordirland
Dungannon är en ort i Storbritannien.   Den ligger i distriktet Mid Ulster och riksdelen Nordirland, i den västra delen av landet, 500 km nordväst om huvudstaden London. Dungannon ligger 105 meter över havet och antalet invånare är 11 935.
Terrängen runt Dungannon är huvudsakligen platt. Dungannon ligger uppe på en höjd. Runt Dungannon är det ganska tätbefolkat, med 60 invånare per kvadratkilometer. Närmaste större samhälle är Armagh, 18,2 km söder om Dungannon. Trakten runt Dungannon består i huvudsak av gräsmarker.